# Katangania monticola
Katangania monticola is een hooiwagen uit de familie Assamiidae.